# Петропавлівське (Запорізький район)
Петропа́влівське — село в Україні, у Новомиколаївській селищній громаді Запорізького району Запорізької області. Населення становить 97 осіб. До 2020 орган місцевого самоврядування — Новоіванківська сільська рада.

## Географія
Село Петропавлівське знаходиться на відстані 1 км від села Богунівка та за 2 км від сіл Дудникове і Новоіванківка. По селу протікає пересихаючий струмок з загатою.

## Історія
7 (20) листопада 1917 року, відповідно до Третього Універсалу Української Центральної Ради, увійшло до складу Української Народної Республіки.
12 червня 2020 року, відповідно до Розпорядження Кабінету Міністрів України від № 713-р «Про визначення адміністративних центрів та затвердження територій територіальних громад Запорізької області», увійшло до складу Новомиколаївської селищної громади.
19 липня 2020 року, в результаті адміністративно-територіальної реформи та ліквідації Новомиколаївського району, село увійшло до складу Запорізького району.

## Населення

### Мова
Розподіл населення за рідною мовою за даними перепису 2001 року:
| Мова       | Кількість | Відсоток |
| ---------- | --------- | -------- |
| українська | 94        | 96.91%   |
| російська  | 3         | 3.09%    |
| Усього     | 97        | 100%     |